# Глобен (станція метро)
59°17′39″ пн. ш. 18°04′38″ сх. д. / 59.294166666667° пн. ш. 18.077222222222° сх. д.
«Глобен» (швед. Globen) — станція Зеленої лінії Стокгольмського метрополітену, обслуговується потягами маршруту Т19 та  Tvärbanan.
Станція була відкрита 9 вересня 1951 року як станція Слактгусет (названа на честь старої скотобійні, яка з тих пір була перетворена на нічний клуб) як складова черги між 
Гулльмарспланом і Стуребю.
 
Ще в 1930 році трамвай Ербюбанан мав тут зупинку. 
Дистанція метро між станцією Глобен та станцією Стуребю прокладена по старій трамвайній лінії. 
В 1958 році станцію було перейменовано на станцію Ісстадіон (на честь сусіднього льодовикового стадіону Йоганнесгов, тепер відомого як Говет). Станція отримала свою нинішню назву 20 серпня 1989 року. 
Відстань від станції Слюссен 3 км.
Пасажирообіг станції в будень — 6,550 осіб (2019)
.
Розташування: мікрорайон Еншеде-горд, Седерорт, Стокгольм
Конструкція: відкрита наземна станція з однією острівною платформою на дузі. 
На північ від станції метро Глобен є колійне сполучення з Твербанан, а Твербанан має колійне сполучення із залізницею, яка використовується для доставки нових поїздів метро.

## Операції
| Попередня станція                 | Лінія | Лінія     | Лінія | Наступна станція        |
| --------------------------------- | ----- | --------- | ----- | ----------------------- |
| Гулльмарсплан до Гессельбю-странд |       | Лінія T19 |       | Еншеде-горд до Гагсетра |